# Заремба Федір Михайлович
Заре́мба Фе́дір Миха́йлович (нар. 30 січня 1931, Жмеринка — 11 червня 2015, Київ) — український архітектор.

## Біографія
Народився в м. Жмеринці в 1931 році. Після навчання в школі працював будівельником, десятником на будівництві в Конча-Заспі (будівельне управління № 3). У 1953 році закінчив Київський технікум цивільного будівництва, працював у проєктному інституті Діпроцивільпромбуд у Києві. У 1954–1957 роках проходив службу в Радянській Армії в Біробіджані.
З 1957 року — архітектор Київської філії Метродіпротранс — «Київметропроект». У цій установі працював понад 50 років. Є автором (у складі авторських колективів) проєктів станцій Київського метрополітену: 
- «Хрещатик» (1960, спільно з архітекторами А. В. Добровольським, М. С. Коломійцем, В. Д. Єлізаровим, Г. І. Гранаткіним, І. Л. Масленковим, С. Й. Крушинським, Ю. В. Кисличенком за участю Н. М. Щукіної).
- «Лісова» (1979, спільно з архітекторами І. Л. Масленковим, Т. О. Целіковською, А. С. Крушинським, Н. Л. Чуприно́ю, за участю О. М. Працюка, Л. І. Лепехіної).
- «Контрактова площа» (1976, спільно з архітекторами Б. І. Приймаком, І. Л. Масленковим).
- «Майдан Незалежності» (1976, спільно з М. С. Коломійцем, І. Л. Масленковим, М. М. Сиркіним).
- «Героїв Дніпра» (1982, підземний вестибюль з касовим залом).
- «Золоті ворота» (1989, наземний вестибюль, спільно з архітектором А. С. Крушинським).

З 2008 року на пенсії.

## Публікації
- Заремба Ф. М., Целиковская Т. А.  Киевский метрополитен. — К. : Будівельник, 1976. — 96 с., ил. (рос.) (укр.) (англ.)
- Заремба Ф. М., Целиковская Т. А., Марченко М. В. Киевский метрополитен. — Изд. 2-е. — К. : Будівельник, 1980. — 168 с., ил. (рос.) (укр.)

## Зображення

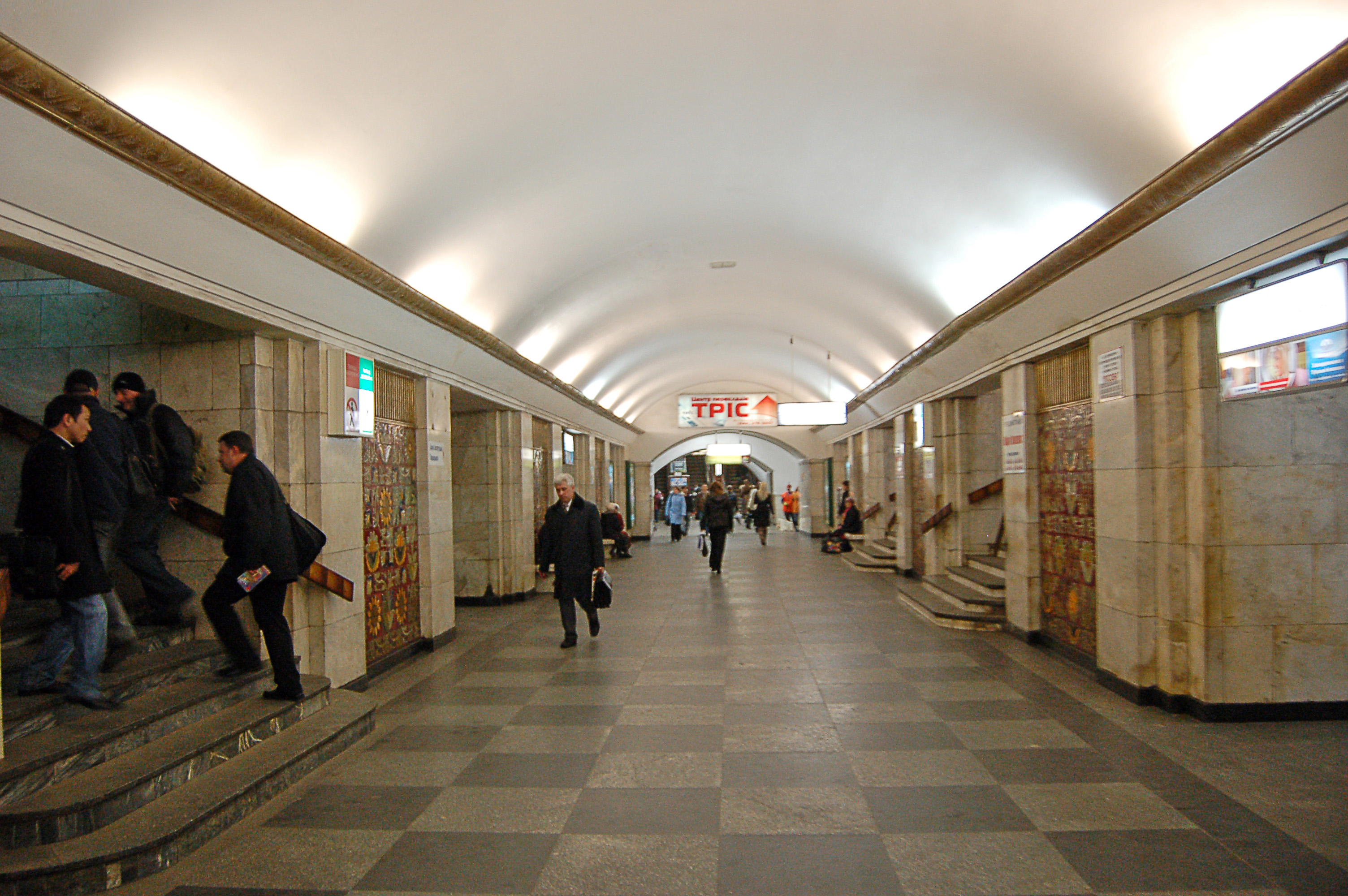
Станція метро «Хрещатик»
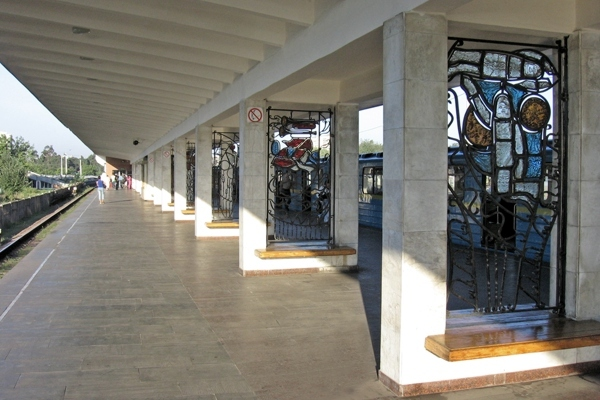
Станція метро «Лісова»
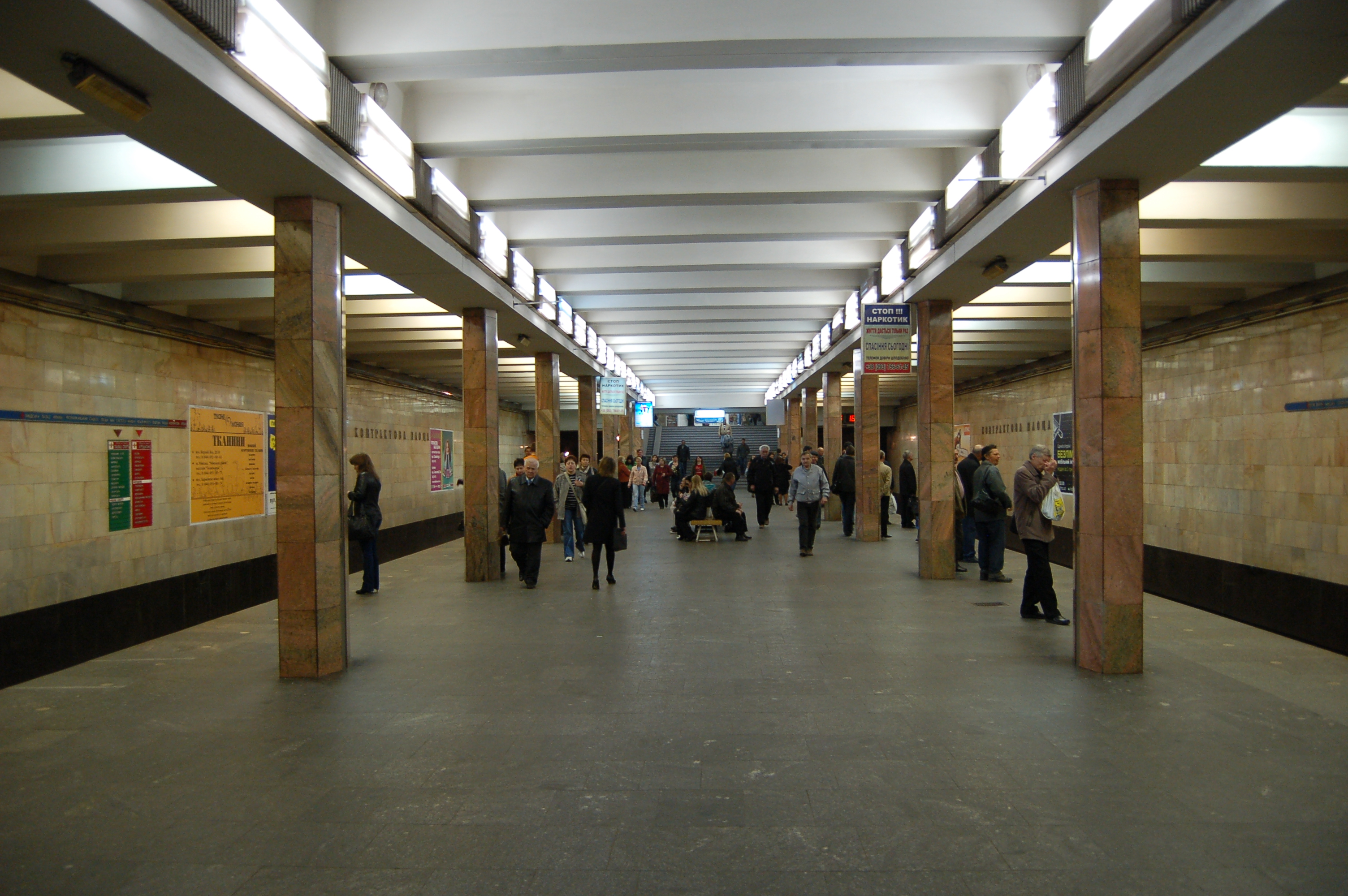
Станція метро «Контрактова площа»
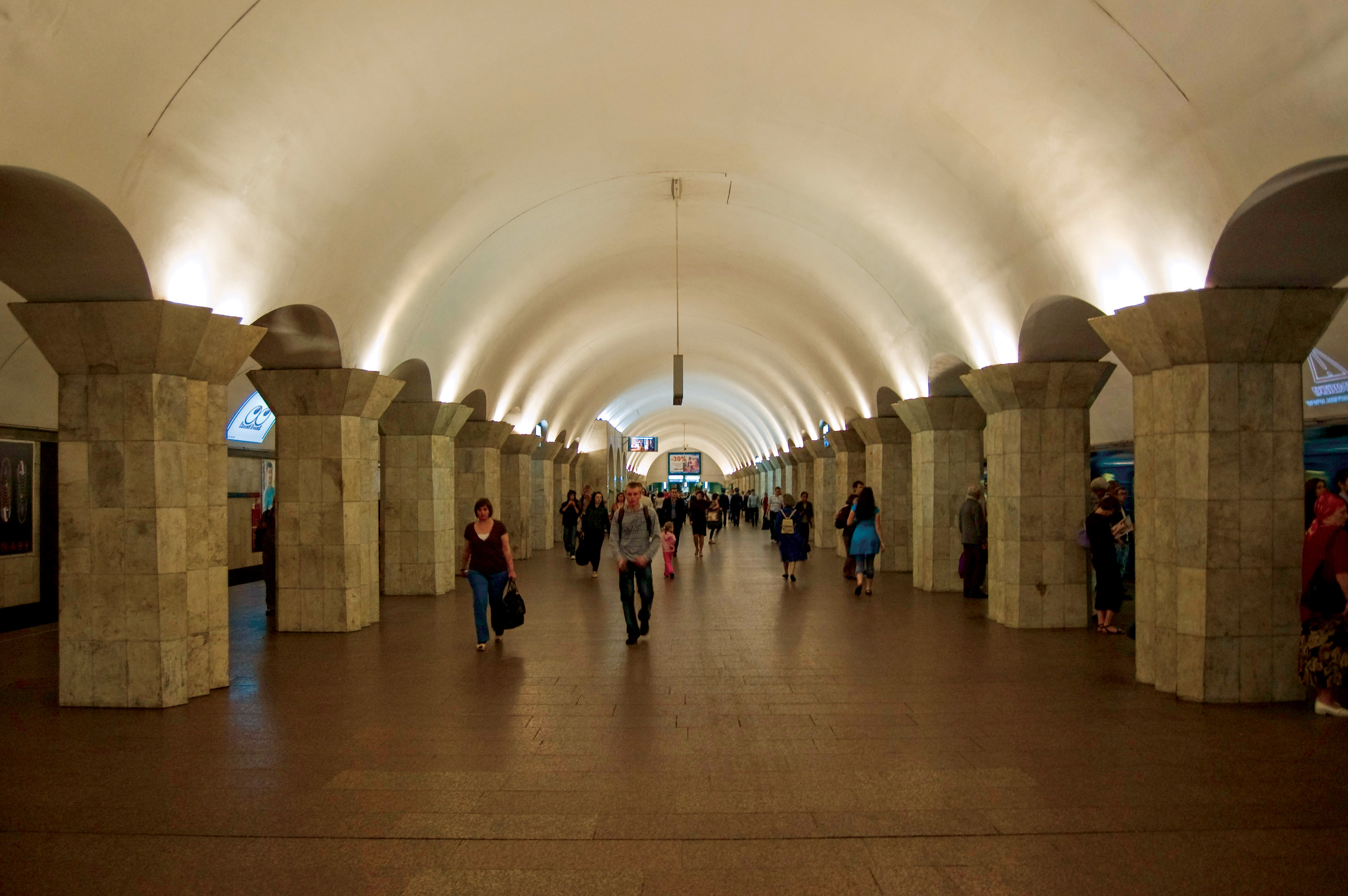
Станція метро «Майдан Незалежності»
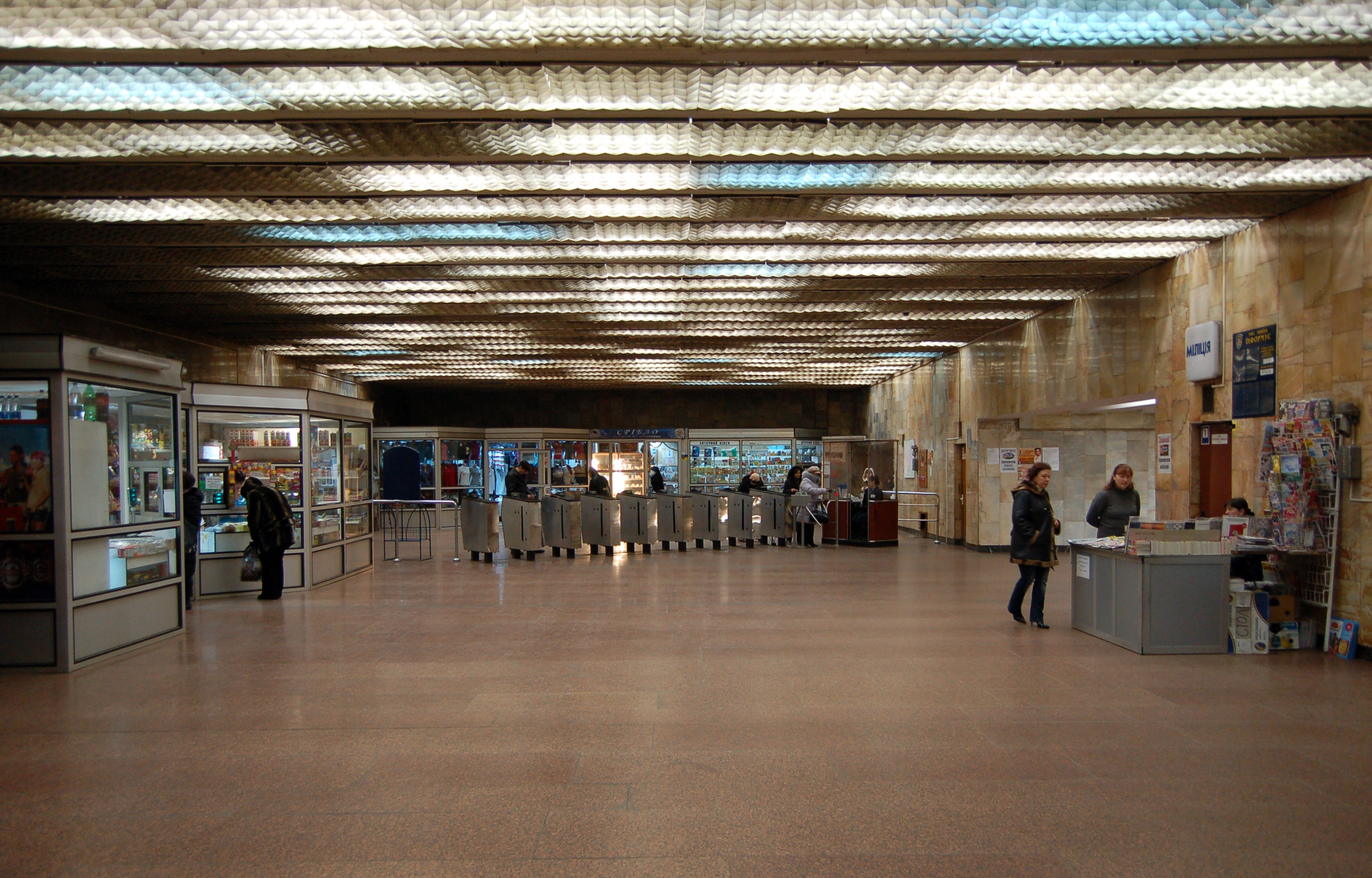
Станція метро «Героїв Дніпра», підземний вестибюль з касовим залом

## Родина
- дружина — Ольга Миколаївна Наливайко (1933 р. н.)